# Baltazar Oborski
Baltazar Oborski herbu Pierzchała (ur. ok. 1700, zm. 1768) – podkomorzy liwski w 1764 roku, podczaszy i starosta liwski w 1741 roku, 
Syn cześnika liwskiego Józefa, żonaty z Teresą Szydłowską, miał synów: Józefa, Franciszka i Onufrego.
Poseł ziemi liwskiej na sejm konwokacyjny 1764 roku.